# Kuşça
Kuşça (/kushcha/) (kurdiska: Hecîlera, /heʤiːlera/) är en kurdisk by (tidigare kommun) i provinsen Konya i Turkiet (centrala Anatolien), som tillhör distrikten Cihanbeyli. Kuşça har 1 305 invånare (31 december 2021).
Jordpyramiden som kallas för Celil Boğazı ligger intill byn Kuşça. Det är den fjärde största jordpyramiden i Turkiet efter städerna Kappadokien, İscehisar (i staden Afyonkarahisar) och Narman (i staden Erzurum).
Kuşça är belägen 130 km från provinsen Konya och 30 km från huvuddistriktet Cihanbeyli. Grannbyn Yeniceoba ligger i öster, Kütükuşağı och Kelhasan ligger i norr. Genomsnittlig höjd är 1 200 meter. Kuşça har ett kontinentalt klimat med varma, torra somrar och hårda, kalla vintrar. Områdets högsta berg är Kale Dağı, 1 320 meter högt.  
Den huvudsakliga inkomstkällan i Kuşça består stor del av jordbruk, i mindre omfång av boskapsskötsel som har minskat på grund av utvandringen till storstäder i Turkiet eller EU-länder. Vanligen odlade produkter är spannmål och sockerbetor. Fram till slutet av 1960-talet var jordbruk och djurhållning enda källan till försörjning av invånarna. Därefter började stora delen av befolkningen utvandra till EU-länder. Framförallt till Danmark, även i Kanada, Norge, Schweiz, Sverige och Tyskland. 
Enligt danske antropologen Jan Hjarnø hade cirka 300 personer från Kuşça utvandrat på 1960-talet.
Kuşça blev egen kommun 26 mars 1989. Genom kommunreformen i Turkiet 2012 förvandlades Kuşça till en by (mahalle). Tidigare namn på byn har bland annat varit Yeniyapan, Hacılar och slutligen Kuşça.

## Kända personer från Kuşça
- Mahmut Baran, jurist och justitieråd i Högsta förvaltningsdomstolen.
- Rezan Corlu, fotbollsspelare
- Suat Sari, spelaragent